# Xu Tingting
Xu Tingting (chiń. 徐婷婷; ur. 12 lipca 1989) – chińska lekkoatletka specjalizująca się w trójskoku.

## Osiągnięcia
- srebro mistrzostw Azji (Guangdong 2009)
- medalistka mistrzostw kraju

## Rekordy życiowe
- trójskok – 14,15 (2008)
- trójskok (hala) – 13,95 (2008)